# Jurij Jensterle
Jurij Jensterle (* 25. Januar 1993) ist ein slowenischer Handballspieler.

## Karriere
Jensterle begann in der Jugend von RK Celje Handball zu spielen. 2010/11 stand er bei RK Dol TKI Hrastnik unter Vertrag, für welche er auch in der Jugend auflief.
2012/13 und 2013/14 war er für RK Radeče Papir Nova aktiv. Zwischen 2014/15 und 2016/17 lief er für RK Drava Ptuj auf. In der Saison 2015/16 stieg das Team, als zweitbestes Team der zweiten Liga, in die erste slowenische Liga auf. 2017/18 wechselte der Linkshänder zu US Créteil HB und nahm damit an der zweiten französischen Liga teil. 2018/19 stieg er mit dem Team in die Starligue auf. 2020/21 wechselte Jensterle zu Valence Handball und lief damit erneut in der zweiten Liga auf. 2021/22 wurde er von der HSG Graz für die Handball Liga Austria verpflichtet.

## Saisonstatistik

### HLA Meisterliga
| Saison    | Verein   | Spielklasse     | Spiele | Tore | 7-Meter      | Feldtore |
| --------- | -------- | --------------- | ------ | ---- | ------------ | -------- |
| 2021/22   | HSG Graz | HLA Meisterliga | 024    | 086  | 3/4          | 083      |
| 2022/23   | HSG Graz | HLA Meisterliga | 013    | 048  | 5/6          | 043      |
| 2023/24   | HSG Graz | HLA Meisterliga | 09     | 024  | 0/0          | 024      |
| 2024/25   | HSG Graz | HLA Meisterliga | 028    | 081  | 2/4          | 079      |
| 2021–2025 | gesamt   | HLA Meisterliga | 074    | 239  | 10/14 (71 %) | 229      |